# Sofia Rolfi

a Compétitions nationales et continentales officielles uniquement.

b Matchs officiels uniquement.
Sofia Rolfi, née le 24 août 2001 à Brescia (Italie), est une joueuse internationale italienne de rugby à XV évoluant aux postes d'ailier ou d'arrière.

## Biographie
Sofia Rolfi naît le 24 août 2001 à Brescia en Italie.
Lors de la saison 2019-2020, elle fait partie de l'effectif du club anglais des Wasps (en) mais la saison est écourtée par la pandémie de Covid-19.
À cause de la pandémie, elle fait son retour en Italie, au sein du Rugby Colorno.
En septembre 2022, elle n'a aucune sélection en équipe d'Italie quand elle est retenue pour disputer la Coupe du monde en Nouvelle-Zélande. Cependant, elle ne prend part à aucune rencontre pendant la compétition.
Fin septembre 2023, elle est retenue pour la première fois sur une feuille de match avec l'Italie, puis elle connaît enfin sa première cape internationale face au Japon. Quelques jours plus tard, il est annoncé qu'elle signe pour le club anglais des Ealing Trailfinders.